# Dotty Virvelvind
Dotty Virvelvind - "flickan som gör som hon vill", är den första superhjälten producerad i Sverige. Dotty Virvelvind publicerades först som en serie illustrerade noveller och sedermera tecknade serier i veckotidningen Levande Livet mellan åren 1944 och 1945. För manus stod Sture Lönnerstrand och för bild Lennart Ek och Björn Karlström. 
Serien handlar om den unga kvinnan Dotty Burns som får övermänskliga krafter efter en vetenskapsmans experiment med koncentrerade djurhormoner. Med sina nyvunna krafter tampas hon med gangstrar och räddar av och till sin pojkvän Jimmy Carruthers.

## Bakgrund
Trots att serien skapades i Sverige är Dotty en amerikansk superhjältinna och historierna utspelar sig huvudsakligen i New York. Novellserien författades av svensk science fictions första portalgestalt, Sture Lönnerstrand och illustrerades av Björn Karlsson och publicerades under våren 1944. Inspirationen till Dotty kom från de amerikanska förlagorna som till exempel Blixt Gordon, Mirakelkvinnan och Stålmannen. De första två första serieäventyren publicerades under hösten 1944 och tecknades av Lennart Ek i en något stel realistisk stil. Björn Karlström tog sedan över tecknadet i en mer dynamisk stil inspirerad av Alex Raymond. Sagan om Dotty Virvelvind blev dock kort, knappt ett år efter att den blivit tecknad serie ersattes den i Levande Livet av Sabotageligan (Hap Hopper).  

## Historia
Dotty Burns är dotter till den i förtid utarbetade stensliparen Mortimer Burns och den präktiga och bastanta Eunice som inte är rädd för att ”slita och släpa dagen i ända”. Dotty brås varken på sin far eller sin mor. Hon är istället en rädd och vek ung kvinna som ständigt hunsas av den kroniskt missnöjda familjefadern:
"Du vill vara fin och märkvärdig, Dotty", fortsatte Mortimer och skruvade på mustascherna. "Och du har fått skolor och utbildning – men duger du till att skura golv? Jag skäms för dig – jag skäms verkligen för dig…"
Men Dottys liv förändras när hon en dag träffar doktor van Lorne som i sitt tillfälliga laboratorium i Smallbury injicerar henne med fantastiska superkrafter. Med sina övermänskliga krafter bekämpar hon gangstrar och uträttar diverse hjältedåd. Av och till hinner hon också rädda sin pojkvän journalisten Jimmy Carruthers som ofta hamnar i knipa. Den stora antagonisten i historien är Hermes – en ond vetenskapsman med storsinta planer. 
I Dotty Virvelvind och den förlista racerbåten måste Dotty hitta en sjunken experiment-ubåt innehållande uppfinnaren själv och Jimmy. Den sista novellen får ett snöpligt slut då Hermes lyckas kidnappa Dotty och tar ifrån henne hennes superkrafter genom att bada henne i elektricitet. Jimmy anländer i sista sekund och räddar Dotty. Utan superkrafterna kan hon bli en normal fästmö till honom.
Historien fortsätter dock i serieversionen. I det första serieäventyret har Hermes män kidnappat miljonärskan Susy Hawkett för att lura till sig hennes pengar. Dotty som förstår sina begränsningar och saknar sina krafter söker upp doktor van Lorne i New York. Hans experimenteringar har nått nya framgångar och denna gång lovar han att hans behandling kommer att ge henne krafter som räcker livet ut och det finns ingenting Hermes kan göra för att ta dessa superkrafter ifrån henne. Doktor van Lorne behandlar Dotty med hyperlymfa, ett starkt koncentrat av ekoxen, myran och spindelns krafthormoner. Detta ger Dotty förutom övermänsklig styrka också förmåga att flyga och obehindrat röra sig i vatten. I hyperlymfan finns också ämnen från falk och katt som ger henne fantastisk skarp syn och mörkerseende.
Med sina nyvunna krafter räddar hon enkelt miljonärskan. I nästa äventyr Journalist-hataren har en ond engelsk lord kidnappat New Yorks journalister en efter en i ett försök att ta över New Yorks tidningsvärld. I det tredje äventyret (det första som tecknades av Björn Karlström) är Hermes tillbaka och denna gång vill han ta över hela New York genom att slå människor medvetslösa med kraftiga radiovågor. Hermes och hans kumpaner genomför en brottsvåg men stoppas av Dotty och stadens poliser. Segern firas med en fest och Dotty som blivit lätt berusad följer med en okänd man hem för att lyssna på hans saxonfonspel. Det visar sig att den okände mannen i själva verket är ärkefienden Hermes. I detta äventyr rövar Hermes bort Jimmy och gjuter in Dotty i metall. Dotty bryter sig dock loss och besegrar Hermes och räddar Jimmy. Serien slutar med att Jimmy friar till Dotty som säger ja.

## Serieavsnitt
Dotty Virvelvinds serieäventyr i veckotidningen Levande Livet.
| Äventyr | Publicering      | Antal sidor |
| ------- | ---------------- | ----------- |
| 1       | 1944:30-1944:39† | 10          |
| 2       | 1944:40-1944:48  | 9           |
| 3       | 1944:49-1945:9   | 13          |
| 4       | 1945:10-1945:21  | 13          |

†äventyret finns även publicerat i Bild och Bubbla nr 3/2003